# Ubisoft Barcelona
 (octobre 2019).
Si vous disposez d'ouvrages ou d'articles de référence ou si vous connaissez des sites web de qualité traitant du thème abordé ici, merci de compléter l'article en donnant les références utiles à sa vérifiabilité et en les liant à la section « Notes et références ».
Ubisoft Barcelona est un studio de développement de jeux vidéo, propriété d'Ubisoft, situé à Sant Cugat del Vallès dans la province de Barcelone.

## Historique

### Fondation et développement
Le studio a ouvert ses portes en 1998 et emploie environ 50 collaborateurs en 2015. Parmi ses titres les plus populaires, figurent Monster 4x4: World Circuit, titre de lancement de la Wii, Your Shape le premier jeu avec une caméra USB avec reconnaissance de mouvement pour la Wii, et Motion Sports, un jeu pour le lancement du périphérique Kinect de Microsoft.

### Grève de 2024
Le 25 novembre 2024, dans le contexte de grève chez Ubisoft, la CGT espagnole annonce porter plainte contre l'entreprise au nom des salariés à cause de négociations sociales bloquées.

## Jeux développés
| Jeu                                            | Année | Plates-formes                              |
| ---------------------------------------------- | ----- | ------------------------------------------ |
| Pro Rally 2001                                 | 2000  | PC                                         |
| Pro Rally 2002                                 | 2002  | PC, PlayStation 2, GameCube                |
| Monster Jam: Maximum Destruction               | 2002  | GameCube                                   |
| Monster 4x4: Masters of Metal                  | 2003  | PlayStation 2, GameCube                    |
| Monster 4x4: World Circuit                     | 2006  | Xbox, Wii                                  |
| Tom Clancy's Ghost Recon Advanced Warfighter   | 2006  | Xbox 360                                   |
| Tom Clancy's Ghost Recon Advanced Warfighter 2 | 2007  | Xbox 360, PlayStation 3                    |
| Cosmic Family                                  | 2007  | Wii                                        |
| Driver: Parallel Lines                         | 2007  | Wii                                        |
| Emergency Heroes                               | 2008  | Wii                                        |
| My Fitness Coach                               | 2008  | Wii                                        |
| Your Shape                                     | 2009  | Wii, PC                                    |
| MotionSports                                   | 2010  | Xbox 360                                   |
| Le Secret de la Licorne                        | 2011  | Nintendo 3DS                               |
| Motionsports Adrenaline                        | 2011  | Xbox 360, PlayStation 3                    |
| Sports Connection                              | 2012  | Wii U                                      |
| Just Dance 2014                                | 2013  | Xbox One et Xbox 360                       |
| Battle of Heroes                               | 2014  | iPhone, Android                            |
| Shape Up                                       | 2014  | Xbox One                                   |
| Les Lapins Crétins : La série TV               | 2014  | Xbox One, Xbox 360, PS4, PlayStation 3     |
| Assassin's Creed Unity                         | 2014  | Xbox One, PS4, PC                          |
| Watch Dogs                                     | 2015  | Xbox One, Xbox 360, PS4, PlayStation 3     |
| Assassin's Creed Syndicate                     | 2015  | Xbox One, PS4, PC                          |
| Tom Clancy's Rainbow Six Siege                 | 2015  | Xbox One, PS4, PC                          |
| Sandstorm: Pirate Wars                         | 2016  | iPhone, Android                            |
| Werewolves Within                              | 2016  | Oculus Rift, PlayStation VR                |
| Star Trek: Bridge Crew VR                      | 2017  | PlayStation VR, Microsoft Windows          |
| Assassin's Creed III Remastered                | 2019  | PlayStation 4, Xbox One, Microsoft Windows |